# Julián Perate Barroeta
Julián Perate Barroeta (Guadalajara, 1869-Cáceres, 1931) fue un fotógrafo español.

## Biografía
Nacido el 5 de junio de 1869 en Guadalajara, tuvo actividad como fotógrafo en la ciudad extremeña de Cáceres, de la que realizó numerosas instantáneas. Era hijo de Luis Perate Herreros. Falleció en Cáceres hacia agosto de 1931, al parecer a causa de una peritonitis aguda.